# Gustavia angustifolia
Gustavia angustifolia är en tvåhjärtbladig växtart som beskrevs av George Bentham. Gustavia angustifolia ingår i släktet Gustavia och familjen Lecythidaceae. Inga underarter finns listade i Catalogue of Life.

## Bildgalleri